# Ramadan Shallah
Abd Allah Ramadan Shallah (en árabe: عبد الله رمضان شلح; Gaza, 1 de febrero de 1958-Beirut, 6 de junio de 2020) fue un académico palestino, uno de los fundadores de la Yihad Islámica Palestina. Se hizo secretario general cuando Fathi Shaqaqi fue ejecutado en 1995.

## Biografía
Nació cuando la Franja de Gaza se encontraba bajo ocupación egipcia. Egipto desde 1949 había reconocido todo gobierno palestino, pero en 1959, un año después del nacimiento de Shallah, el presidente de Egipto Gamal Abdel Nasser lo anuló por decreto. En 1967, Gaza quedó bajo control israelí como resultado de la Guerra de los Seis Días.
Ramadan Shallah obtuvo un doctorado en Banca y Economía en la Universidad de Durham.
Shallah fue embargado por la Oficina de Control de Activos Extranjeros del Departamento del Tesoro de los Estados Unidos desde el 27 de noviembre de 1995. Fue acusado en Estados Unidos, por 53 cargos criminales. El 24 de febrero de 2006 Shallah y su compañero miembro de la YIP Abd Al Aziz Awda fueron incluidos en la lista de los terroristas más buscados por el FBI.
En 2017 quedó en estado de coma tras someterse a una cirugía cardíaca en un hospital en Beirut. Falleció a los sesenta y dos años el 6 de junio de 2020 a causa de una enfermedad.